# Lee Ranaldo

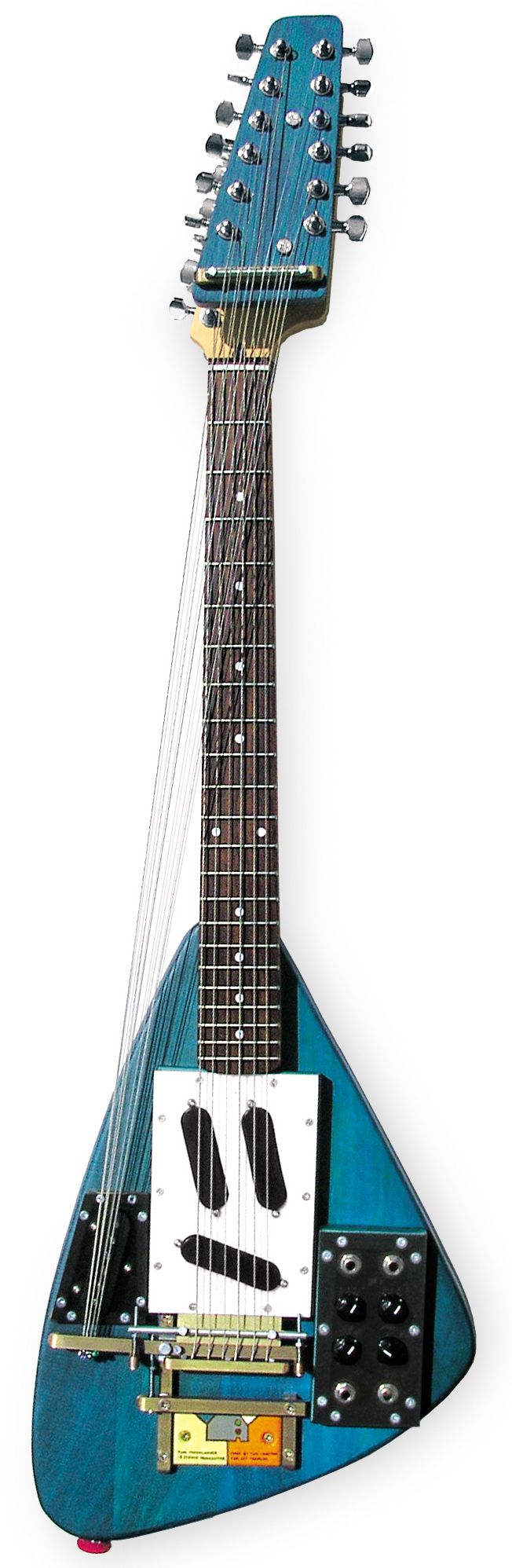
Ranaldo's Moonlander gitar, Yuri Landman, 2007

Lee Ranaldo (ur. 3 lutego 1956) – amerykański gitarzysta, wokalista i współzałożyciel zespołu muzycznego Sonic Youth.
Udziela się w wielu projektach muzycznych.
W 2003 został sklasyfikowany na 34. miejscu listy 100 najlepszych gitarzystów wszech czasów magazynu Rolling Stone.

## Dyskografia (LP)
- From Here to Infinity (1987)
- A Perfect Day EP (1992)
- Scriptures of the Golden Eternity (1993)
- Broken Circle / Spiral Hill EP (1994)
- East Jesus (1995)
- Clouds (1997)
- Dirty Windows (1999)
- Amarillo Ramp (For Robert Smithson) (2000)
- Outside My Window The City Is Never Silent - A Bestiary (2002)
- Text Of Light (2004)
- Maelstrom From Drift (2008)
- Countless Centuries Fled Into The Distance Like So Many Storms EP (2008)
- Between the Times and the Tides (2012)